# On the Wings of a Russian Foxbat
On the Wings of a Russian Foxbat (noto anche come King Biscuit Flower Hour Presents: Deep Purple in Concert) è un album dal vivo del gruppo inglese Deep Purple, pubblicato nel 1995.

## Il disco
Testimonianza live del tour americano del "Mark 4", con Tommy Bolin alla chitarra, nei primi mesi del 1976. Nonostante i problemi personali dei singoli membri della band, la qualità di questo live appare molto buona, con interessanti rivisitazioni dei classici della band in una chiave nuova. Il disco, pubblicato negli anni novanta, non avrà successo ma sarà apprezzato da quei fan dei Deep Purple che amavano questa formazione.

## Tracce
Disco 1
1. Burn - 8:15
2. Lady Luck - 3:13
3. Gettin' tighter - 13:42
4. Love Child - 5:49
5. Smoke on the water (including "Georgia on my mind")- 8:59
6. Lazy
7. Homeward Strut (accreditata come "The Grind")

Disco 2
1. This time around - 7:05
2. Tommy Bolin solo - 10:32
3. Stormbringer - 10:27
4. Highway Star (including "Not fade away") - 7:16
5. Smoke on the water (including "Georgia on my mind")
6. Going down - 5:34
7. Highway Star (2nd version) (including "Not fade away")

## Formazione
- David Coverdale - voce
- Tommy Bolin - chitarra
- Jon Lord - tastiere
- Glenn Hughes - basso, cori
- Ian Paice - batteria